# Boguszówka (rejon grodzieński)
Boguszówka (biał. Багушоўка) – wieś na Białorusi, położona w obwodzie grodzieńskim w rejonie grodzieńskim w sielsowiecie Hoża.
Znajduje się tu przystanek kolejowy Boguszówka na dawnej Kolei Warszawsko-Petersburskiej.
W latach 1921–1939 Boguszówka należała do gminy Hoża w ówczesnym województwie białostockim. Równolegle do nazwy Boguszówka używano nazwy Boguszowce. Wieś podlegała pod Sąd Grodzki i Okręgowy w Grodnie; właściwy urząd pocztowy mieścił się w Rybnicy.
Według Powszechnego Spisu Ludności z 1921 roku wieś zamieszkiwały 222 osoby, wszystkie były wyznania rzymskokatolickiego i zadeklarowały polską przynależność narodową. Było tu 43 budynki mieszkalne. Pobliski folwark o tej samej nazwie, leżący na wschód od wsi, zamieszkiwały 32 osoby, z których 17 było wyznania rzymskokatolickiego, 11 prawosławnego, a 4 mojżeszowego. Wszyscy deklarowali narodowość polską. Katolicy należeli do parafii świętych apostołów parafii świętych apostołów Piotra i Pawła w Hoży, a prawosławni do parafii w Grodnie.